# أوناس
أوناس فرعون مصري قديم، وآخر حاكم الأسرة الخامسة من الدولة القديمة. تم تأريخ فترة حكمه بين 2375 ق.م و 2345 ق.م. يعتقد اوناس كان لديه زوجتان ملكتان، نيبت وخينوت، استنادًا إلى المدافن الخاصة بهم بالقرب من مقبرته.
مع وفاته، جاء عصر الأسرة الخامسة إلى نهايته، وفقًا لمانيتو، ربمَّا لميكون له أبناء. علاوة على ذلك، فإن قائمة ملوك تورينو تُدرج أنقسام في هذه المرحلة، وكتب يارومير مالك، «أن معيار مثل هذه الانقسامات في تورينو كان دائمًا تغيير موقع العاصمة والمقر الملكي».
عثرت بعثة تنقيب اشترك فيها سليم حسن، على بقايا هرمه الصغير سقارة، على مقربة من هرم زوسر. يعتقد عالم المصريات «يارومير مالك» أن هرم أوناس كان أول ظهور لنصوص الأهرام، التي زعمت دراسة مصرية حديثة أن اسم تلك النصوص «سفرت حتبت» والتي يعني اسمها «سفر الميلاد»، وأنها تحتوي علي طقوس ملكية للاحتفال بالأعياد الملكية.

## معرض الصور

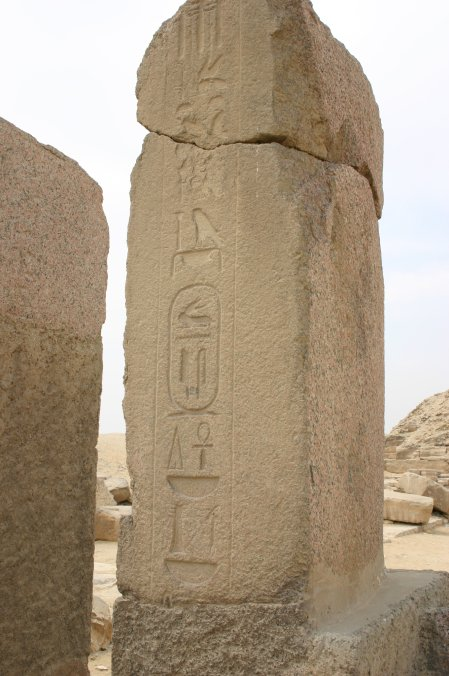
اسم أوناس منقوشًا على أحد الأحجار في سقارة.
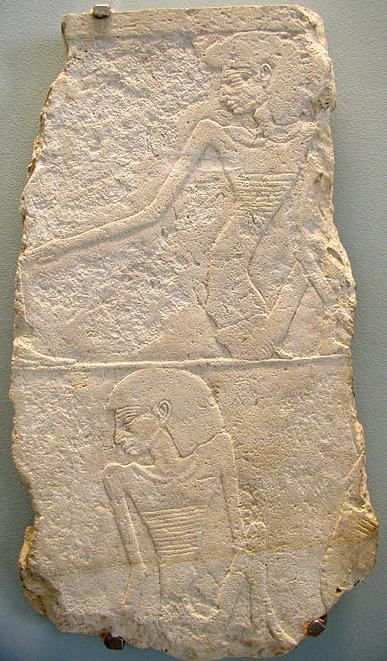
مشاهد من تجويع البدو كانت جزءا من زخرفة الجدران جسر سقارة.
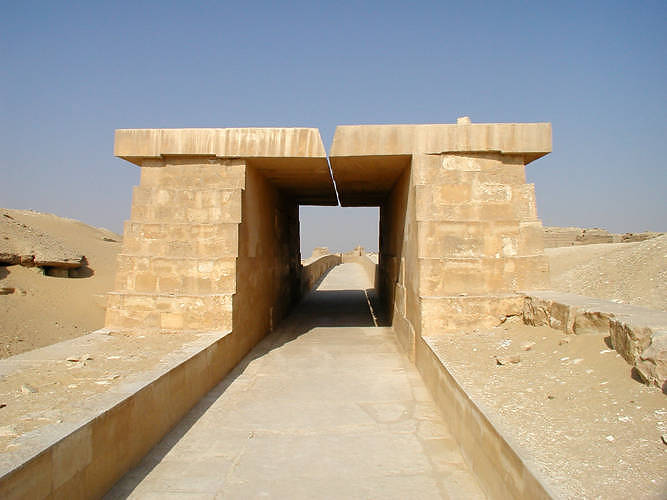
جسر من هرم أوناس.
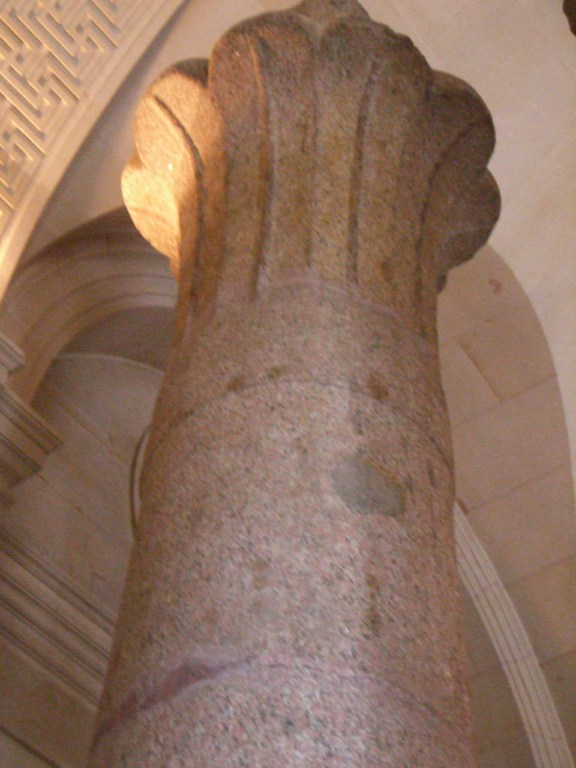
عمود من المجمع الجنازئي لأوناس في سقارة. الآن في متحف اللوفر.